# Stazione di Manziana-Canale Monterano
La stazione di Manziana-Canale Monterano è una stazione ferroviaria posta sulla linea Roma-Capranica-Viterbo. Serve i centri abitati di Manziana e di Canale Monterano, al quale è collegata tramite un servizio di trasporto pubblico offerto da CoTraL  e Seatour.

## Storia
La stazione, in origine denominata semplicemente "Manziana", venne attivata prima del 1916.
Assunse la denominazione di "Manziana-Canale Monterano" prima del 1927.

## Movimento
La stazione è servita dai treni regionali della linea FL3 che collegano la capitale con il capoluogo della Tuscia.
Nel normale giorno feriale (dal lunedì al venerdì) nella stazione ferma un treno ogni ora per Viterbo ed uno ogni ora per Roma Ostiense.